# Kalven (Degerfors socken, Västerbotten, 711992-167200)
Kalven är en sjö i Vindelns kommun i Västerbotten och ingår i Umeälvens huvudavrinningsområde. Sjön har en area på 0,0903 kvadratkilometer och ligger 193,9 meter över havet.

## Delavrinningsområde
Kalven ingår i det delavrinningsområde (712100-167191) som SMHI kallar för Utloppet av Kalven. Medelhöjden är 203 meter över havet och ytan är 1,67 kvadratkilometer. Räknas de 2 avrinningsområdena uppströms in blir den ackumulerade arean 34 kvadratkilometer. Vattendraget som avvattnar avrinningsområdet har biflödesordning 3, vilket innebär att vattnet flödar genom totalt 3 vattendrag innan det når havet efter 82 kilometer. Avrinningsområdet består mestadels av skog (54 procent) och sankmarker (18 procent). Avrinningsområdet har 0,09 kvadratkilometer vattenytor vilket ger det en sjöprocent på 5,6 procent.